# Europeiska unionens lagstiftningsförfarande
| Unionens två lagstiftande institutioner: Europaparlamentet och Europeiska unionens råd. Parlamentet är direktvalt medan rådet företräder medlemsstaternas regeringar. |  | Unionens två lagstiftande institutioner: Europaparlamentet och Europeiska unionens råd. Parlamentet är direktvalt medan rådet företräder medlemsstaternas regeringar. |
| Unionens två lagstiftande institutioner: Europaparlamentet och Europeiska unionens råd. Parlamentet är direktvalt medan rådet företräder medlemsstaternas regeringar. |  | |

Europeiska unionens lagstiftningsförfarande är ett förfarande som måste följas av Europaparlamentet och Europeiska unionens råd när de antar lagar inom Europeiska unionen. Det inleds vanligtvis genom ett lagförslag från Europeiska kommissionen.
Varje lagförslag måste ha en giltig rättslig grund i unionens fördrag. Denna avgör om lagförslaget antas i enlighet med det ordinarie lagstiftningsförfarandet eller ett särskilt lagstiftningsförfarande. I det första fallet lagstiftar parlamentet och rådet gemensamt, medan i det andra fallet lagstiftar rådet ensamt med medverkan av parlamentet eller, i vissa undantagsfall, vice versa. Parlamentet och rådet har således olika stort inflytande beroende på typen av lagstiftningsförfarande som används.
I regel fattar parlamentet beslut med enkel majoritet, medan rådet fattar beslut med kvalificerad majoritet när det ordinarie lagstiftningsförfarandet används och med enhällighet när ett särskilt lagstiftningsförfarande används. Ett lagförslag som antas i enlighet med ett lagstiftningsförfarande utgör en lagstiftningsakt och måste offentliggöras i Europeiska unionens officiella tidning för att träda i kraft.

## Utarbetande av lagförslag

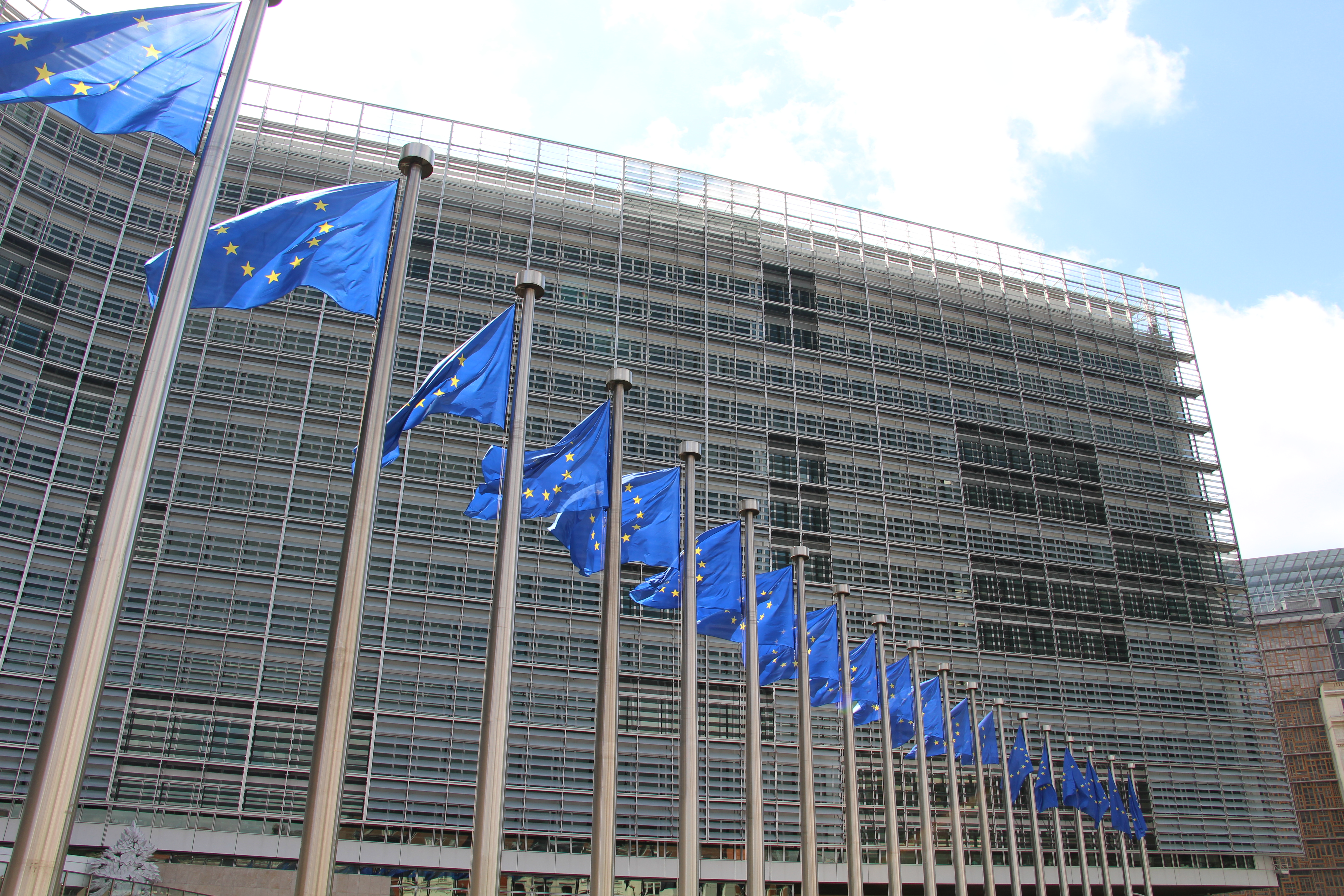
Europeiska kommissionen har i regel ensamrätt att lägga fram lagförslag.

Varje lagstiftningsförfarande inleds med att ett lagförslag läggs fram. I regel har Europeiska kommissionen ensamrätt att lägga fram lagförslag. Endast i vissa specifika undantagsfall kan ett lagförslag läggas fram av medlemsstaterna eller en annan institution än kommissionen. Till exempel kan lagstiftningsakter som rör polissamarbete och straffrättsligt samarbete antas på initiativ av en fjärdedel av medlemsstaterna, vilket är en kvarleva från den mellanstatliga pelaren polissamarbete och straffrättsligt samarbete som existerade innan Lissabonfördraget trädde i kraft den 1 december 2009.
Europaparlamentet och Europeiska unionens råd kan däremot uppmana kommissionen att lägga fram ett lagförslag. Kommissionen är dock aldrig skyldig att lägga fram ett visst lagförslag, men väljer den att inte lägga fram något förslag måste den uppge skälen för detta.

### Subsidiaritets- och proportionalitetsprinciperna
Alla lagförslag måste ha en giltig rättslig grund i unionens fördrag. Ett lagförslag måste också vara förenligt med subsidiaritetsprincipen om det antas inom ett icke-exklusivt befogenhetsområde. Det innebär att unionen endast får vidta åtgärder om målen för dem inte i tillräcklig utsträckning kan uppnås av medlemsstaterna, på nationell, regional eller lokal nivå, och därför bättre kan uppnås på europeisk nivå.
Det finns tre olika typer av lagstiftningsakter som kan antas av parlamentet och rådet: förordningar, direktiv och beslut. Varje sådan rättsakt har en egen rättslig form, till exempel vad gäller allmän giltighet, direkt tillämplighet och direkt effekt. I vissa fall föreskrivs det i unionens fördrag vilken typ av lagstiftningsakt som ska föreslås; i annat fall ska proportionalitetsprincipen tillämpas. Denna princip innebär att institutionerna ska välja den typ av lagstiftningsakt som lämpar sig bäst för ändamålet och att de inte ska vidta åtgärder utöver vad som är nödvändigt för att nå målen i fördragen.

#### Nationella parlamenten och subsidiaritetsprövning

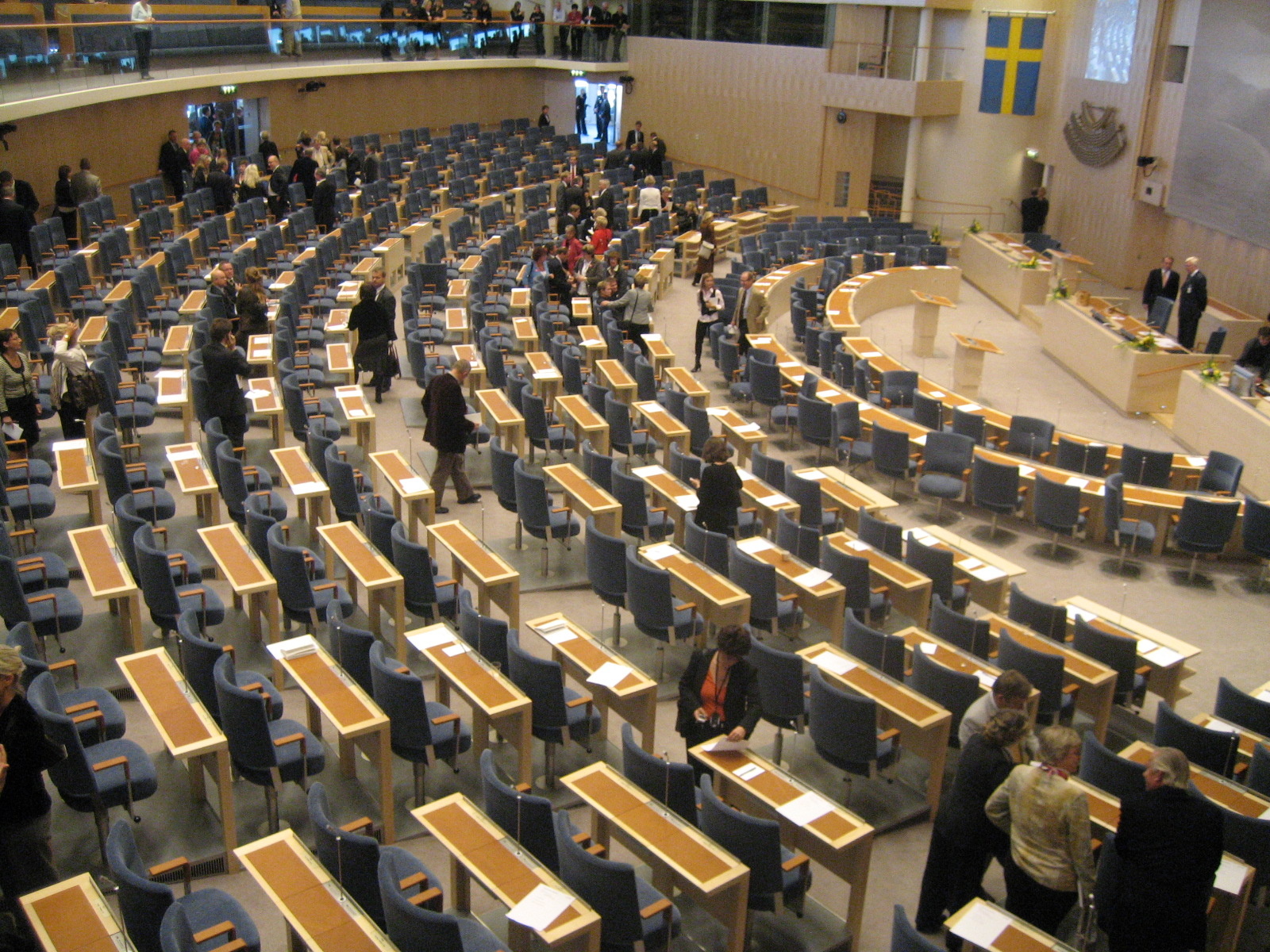
I Sverige ansvarar riksdagen för subsidiaritetsprövningen.

Kommissionen måste översända alla sina samrådsdokument (grönböcker, vitböcker och meddelanden) samt andra dokument som ligger till grund för lagstiftningsarbetet till de nationella parlamenten. Kommissionen måste också översända sina lagförslag samtidigt som den översänder dessa till parlamentet och rådet.
De nationella parlamenten har åtta veckor på sig att komma med synpunkter kring ett lagförslag. De kan inom denna tidsfrist avge ett motiverat yttrande, som särskilt behandlar huruvida lagförslaget är förenligt med subsidiaritetsprincipen. Varje parlament har två röster; för ett tvåkammarparlament har respektive kammare en röst. Om minst en tredjedel (endast en fjärdedel inom polissamarbete och straffrättsligt samarbete) av det totala antalet röster som tilldelats de nationella parlamenten anser att ett lagförslag står i strid med subsidiaritetsprincipen, måste det omprövas. Omprövningen hindrar dock inte kommissionen från att stå fast vid sitt förslag, men om så sker måste detta beslut motiveras.

### Kommissionens arbetsprogram
I samband med utnämningen av en ny ordförande för kommissionen presenterar han eller hon ett politiskt program för Europaparlamentet. Sedan 2010 håller kommissionsordföranden ett årligt ”tal om tillståndet i unionen” inför parlamentet i september månad. I oktober månad antar kommissionen sitt arbetsprogram för nästföljande år som innehåller övergripande mål och en detaljerad sammanställning av vilka lagförslag som kommer att läggas fram mot bakgrund av ordförandens politiska program och tal om tillståndet i unionen. I december månad håller parlamentet en debatt om arbetsprogrammet.

## Lagstiftningsbehandling
Efter att ett lagförslag har lagts fram övertar Europaparlamentet och Europeiska unionens råd lagstiftningsförfarandet. Beroende på den rättsliga grunden för förslaget används antingen det ordinarie lagstiftningsförfarandet eller ett särskilt lagstiftningsförfarande. Båda institutionerna är alltid involverade på något sätt i lagstiftningsbehandlingen oavsett förfarande, men deras inflytande och funktion varierar beroende på val av förfarande. Så länge rådet inte har fattat något beslut har kommissionen möjlighet att ändra sitt förslag. När rådet beslutar på förslag av kommissionen krävs enhällighet för att rådet ska kunna ändra förslaget, utom när en förlikningskommitté har sammankallats eller när budgetförfarandet tillämpas.
Utöver bestämmelserna i fördragen kan parlamentet, rådet och kommissionen i samförstånd sluta bindande interinstitutionella avtal för att reglera formerna för sitt samarbete.

### Ordinarie lagstiftningsförfarande

Ordinarie lagstiftningsförfarande

Det ordinarie lagstiftningsförfarandet infördes genom Lissabonfördraget, som trädde i kraft den 1 december 2009, men var i praktiken endast ett namnbyte av det tidigare medbeslutandeförfarandet som infördes den 1 november 1993 genom Maastrichtfördraget. Sedan Lissabonfördraget trädde i kraft tillämpas det ordinarie lagstiftningsförfarandet på större delen av all lagstiftning som antas av Europeiska unionen inom dess befogenhetsområden.
Det ordinarie lagstiftningsförfarandet består i att parlamentet och rådet lagstiftar gemensamt, normalt på förslag av Europeiska kommissionen. Förfarandet innefattar en iterativ process där parlamentet och rådet turvis i upp till tre omgångar behandlar lagförslaget till dess att det antingen antas av båda de lagstiftande institutionerna eller förkastas. Både parlamentet och rådet har möjlighet att ändra i lagförslaget under processens gång. För att antas behöver ett lagförslag i regel godkännas av parlamentet med enkel majoritet och av rådet med kvalificerad majoritet. Till skillnad från särskilda lagstiftningsförfaranden, där rådet vanligtvis lagstiftar ensamt, har parlamentet och rådet likvärdiga roller i det ordinarie lagstiftningsförfarandet. Enskilda medlemsstater saknar också möjlighet att blockera lagstiftningsprocessen eftersom enhällighet inte krävs för att godkänna lagförslagen i rådet.
För att öka möjligheterna att nå en kompromiss mellan parlamentet och rådet i ett så tidigt skede som möjligt pågår normalt inofficiella förhandlingar parallellt med lagstiftningsförfarandet. Dessa förhandlingar inkluderar även kommissionen genom så kallade trilogmöten. Användandet av trilogmöten har ökat kraftigt över tiden, särskilt efter Lissabonfördragets ikraftträdande den 1 december 2009, och sedan 2014 antas cirka 99 procent av alla lagförslag i den första behandlingen eller i ett tidigt skede av den andra behandlingen. På så sätt kan de lagstiftande institutionerna undvika det mer komplicerade förfarandet med förlikningskommittéer och en tredje behandling.
|                                              |  |                                       |  |                                                    |  |                                                             |  |                                                                         |  |                                                |  |                                                                   |
|                                              |  |                                       |  | Parlamentets ståndpunkt antas som lagstiftningsakt |  | Rådets ståndpunkt antas som lagstiftningsakt                |  | Rådets ståndpunkt med parlamentets ändringar antas som lagstiftningsakt |  |                                                |  | Det gemensamma utkastet antas som lagstiftningsakt                |
|                                              |  |                                       |  |                                                    |  |                                                             |  |                                                                         |  |                                                |  |                                                                   |
| Europeiska kommissionen Utarbetar lagförslag |  | Europaparlamentet Första behandlingen |  | Europeiska unionens råd Första behandlingen        |  | Europaparlamentet Andra behandlingen                        |  | Europeiska unionens råd Andra behandlingen                              |  | Förlikningskommitté Förlikningsprocess         |  | Europaparlamentet och Europeiska unionens råd Tredje behandlingen |
|                                              |  |                                       |  |                                                    |  |                                                             |  |                                                                         |  |                                                |  |                                                                   |
|                                              |  |                                       |  |                                                    |  | Lagförslaget förkastas i sin helhet; inget lagförslag antas |  |                                                                         |  | Inget gemensamt utkast; inget lagförslag antas |  | Det gemensamma utkastet förkastas; inget lagförslag antas         |
|                                              |  |                                       |  |                                                    |  |                                                             |  |                                                                         |  |                                                |  |                                                                   |

### Särskilda lagstiftningsförfaranden
Inom vissa politikområden tillämpas istället särskilda lagstiftningsförfaranden. Ett särskilt lagstiftningsförfarande innebär att parlamentet med medverkan av rådet, eller rådet med medverkan av parlamentet, lagstiftar. Det finns tre olika typer av särskilda lagstiftningsförfaranden: samrådsförfarande, godkännandeförfarande och budgetförfarande.

#### Samrådsförfarande
Samrådsförfarande innebär att rådet lagstiftar efter samråd med parlamentet. Detta innebär att rådet måste höra parlamentet innan det antar en lagstiftningsakt. Parlamentet utfärdar en lagstiftningsresolution, som översänds till rådet. Parlamentet fattar alltid beslut med enkel majoritet, medan rådet fattar beslut med enhällighet. Lagstiftningsresolutionen uppmanar rådet att antingen godkänna eller förkasta lagförslaget, men den kan också innehålla förslag till ändringar av lagförslaget. Rådet är inte rättsligt bundet av lagstiftningsresolutionen, men måste enligt EU-domstolens rättspraxis invänta den. I parlamentet fungerar samrådsförfarandet som den första behandlingen vid det ordinarie lagstiftningsförfarandet. Det ansvariga utskottet, med föredragande, utarbetar ett betänkande som parlamentet tar ställning till.
Tidigare var samrådsförfarandet det dominerande lagstiftningsförfarandet, men det har gradvis ersatts av andra lagstiftningsförfaranden. Sedan Lissabonfördraget trädde i kraft tillämpas det endast inom ett fåtal politikområden, däribland vid viss lagstiftning av skattekaraktär, unionsmedborgares rösträtt och valbarhet vid val till Europaparlamentet och kommunala val samt vissa delar av polissamarbetet. Samrådsförfarandet tillämpas också som ett icke-lagstiftningsförfarande inom konkurrenspolitiken och vid undantag från den inre marknaden. Det tillämpas även när internationella avtal inom den gemensamma utrikes- och säkerhetspolitiken ska godkännas.
|                                              |  |                                  |  |                                                |  |  |  |  |  |  |  |  |
|                                              |  |                                  |  | Lagförslaget antas som lagstiftningsakt        |  |  |  |  |  |  |  |  |
|                                              |  |                                  |  |                                                |  |  |  |  |  |  |  |  |
| Europeiska kommissionen Utarbetar lagförslag |  | Europaparlamentet Avger yttrande |  | Europeiska unionens råd Enda behandlingen      |  |  |  |  |  |  |  |  |
|                                              |  |                                  |  |                                                |  |  |  |  |  |  |  |  |
|                                              |  |                                  |  | Lagförslaget förkastas; inget lagförslag antas |  |  |  |  |  |  |  |  |
|                                              |  |                                  |  |                                                |  |  |  |  |  |  |  |  |

#### Godkännandeförfarande

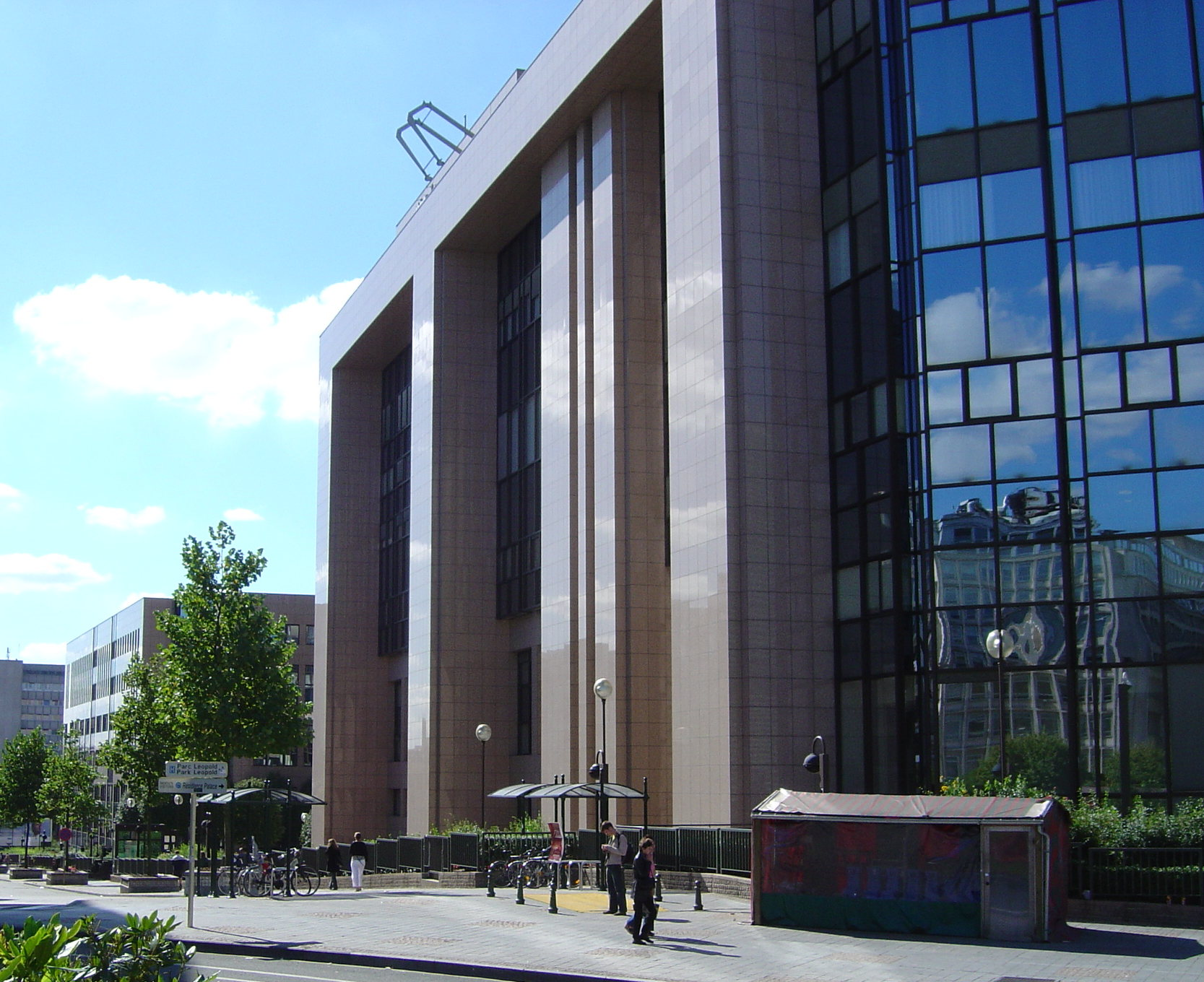
Godkännandeförfarande innebär att rådet ensam lagstiftar.

Godkännandeförfarande innebär att parlamentet eller rådet lagstiftar efter godkännande av den andra lagstiftande institutionen. Vanligast är att rådet lagstiftar efter godkännande av parlamentet. Parlamentet har således vetorätt, men saknar möjlighet att ändra i lagförslaget. Parlamentet utfärdar en lagstiftningsresolution, som översänds till rådet. Parlamentet fattar alltid beslut med enkel majoritet, utom vid lagstiftning kring den fleråriga budgetramen, då parlamentet beslutar med absolut majoritet. Rådet fattar beslut med enhällighet. Lagstiftningsresolutionen fastställer endast att parlamentet godkänner eller förkastar lagförslaget. Parlamentet fattar sitt beslut på rekommendation av det ansvariga utskottet.
Godkännandeförfarandet infördes genom europeiska enhetsakten, och har sedan dess utvidgats till allt fler politikområden. Det tillämpas vid lagstiftning kring den fleråriga budgetramen, bekämpning av diskriminering på annan grund än nationalitet, och när åtgärder vidtas på allmän rättslig grund för att uppnå fördragens mål. Det tillämpas även som ett icke-lagstiftningsförfarande vid ratificering av vissa internationella avtal, och när medlemsstater ska ansluta sig till eller utträda ur unionen. Godkännandeförfarandet används också vid bemyndigande av ett fördjupat samarbete, och som icke-lagstiftningsförfarande inom den gemensamma utrikes- och säkerhetspolitiken.
Godkännandeförfarandet tillämpas även i de fåtal fall när parlamentet är ensam lagstiftare. Godkännande krävs då av rådet, som fattar beslut med kvalificerad majoritet, utom gällande beskattningen av Europaparlamentariker, då rådet beslutar med enhällighet. Parlamentet beslutar alltid med enkel majoritet. Parlamentet är ensam lagstiftare vid lagstiftning som rör undersökningsrätten och Europeiska ombudsmannens ämbetsutövning.
|                                              |  |                                                |  |                                                |  |  |  |  |  |  |  |  |
|                                              |  |                                                |  | Lagförslaget antas som lagstiftningsakt        |  |  |  |  |  |  |  |  |
|                                              |  |                                                |  |                                                |  |  |  |  |  |  |  |  |
| Europeiska kommissionen Utarbetar lagförslag |  | Europaparlamentet Avger godkännande            |  | Europeiska unionens råd Enda behandlingen      |  |  |  |  |  |  |  |  |
|                                              |  |                                                |  |                                                |  |  |  |  |  |  |  |  |
|                                              |  | Lagförslaget förkastas; inget lagförslag antas |  | Lagförslaget förkastas; inget lagförslag antas |  |  |  |  |  |  |  |  |
|                                              |  |                                                |  |                                                |  |  |  |  |  |  |  |  |

#### Budgetförfarande
Utöver lagstiftning fastställer parlamentet och rådet också unionens budget i enlighet med ett särskilt lagstiftningsförfarande. Budgeten måste vara förenlig med de årliga utgiftsbegränsningar som regleras av den fleråriga budgetramen.
Kommissionen lägger fram ett förslag till budget baserat på institutionernas prognostiserade utgifter. Rådet behandlar budgeten först och antar sin ståndpunkt, som översänds till parlamentet. Om parlamentet inom 42 dagar godkänner rådets ståndpunkt eller avstår från att fatta något beslut, är budgeten antagen. I annat fall ska parlamentet, efter beslut med absolut majoritet, översända sin ståndpunkt till rådet. I så fall ska en förlikningskommitté bestående av företrädare för parlamentet och rådet sammankallas för att nå en överenskommelse. Om en överenskommelse inte kan nås måste kommissionen lägga fram ett nytt förslag till budget. Budgetförfarandet avslutas med att Europaparlamentets talman förklarar budgeten antagen. Kontinuerliga sammanträden äger rum mellan parlamentets talman och rådets och kommissionens ordförande kring budgetförfarandet.
|                                                 |  |                                           |  |                                              |  |                                                      |  |                                                                 |  |  |  |  |
|                                                 |  |                                           |  | Rådets ståndpunkt antas som lagstiftningsakt |  |                                                      |  | Det gemensamma utkastet antas som lagstiftningsakt              |  |  |  |  |
|                                                 |  |                                           |  |                                              |  |                                                      |  |                                                                 |  |  |  |  |
| Europeiska kommissionen Utarbetar budgetförslag |  | Europeiska unionens råd Enda behandlingen |  | Europaparlamentet Enda behandlingen          |  | Förlikningskommitté Förlikningsprocess               |  | Europaparlamentet och Europeiska unionens råd Slutbehandling    |  |  |  |  |
|                                                 |  |                                           |  |                                              |  |                                                      |  |                                                                 |  |  |  |  |
|                                                 |  |                                           |  |                                              |  | Inget gemensamt utkast; nytt budgetförslag utarbetas |  | Det gemensamma utkastet förkastas; nytt budgetförslag utarbetas |  |  |  |  |
|                                                 |  |                                           |  |                                              |  |                                                      |  |                                                                 |  |  |  |  |

## Ikraftträdande
Efter att ett lagförslag har antagits i enlighet med bestämmelserna i fördragen, kvarstår undertecknande och offentliggörande av lagstiftningsakten innan den kan träda i kraft. Därefter måste vanligtvis olika typer av genomförandeåtgärder vidtas för att genomföra lagstiftningsakten.

### Undertecknande
Lagstiftningsakter som antas i enlighet med det ordinarie lagstiftningsförfarandet undertecknas av parlamentets talman och rådets ordförande, medan lagstiftningsakter som antas i enlighet med ett särskilt lagstiftningsförfarande undertecknas av ordföranden för den institution som har antagit dem.

### Offentliggörande
Alla lagstiftningsakter måste offentliggöras i Europeiska unionens officiella tidning. De träder i kraft den dag som anges i rättsakten eller, om sådana bestämmelser saknas, tjugo dagar efter offentliggörandet.
Genom offentliggörandet anses alla unionsmedborgare och andra fysiska och juridiska personer, inklusive unionens institutioner, organ och byråer, ha fått vetskap om en rättsakt. Från offentliggörandets tidpunkt har fysiska eller juridiska personer som är direkt och personligen berörda av en bindande rättsakt två månader på sig att väcka talan om ogiltigförklaring vid EU-domstolen.

### Genomförande
De flesta lagstiftningsakterna kräver genomförandeåtgärder på europeisk eller nationell nivå för att kunna tillämpas. Vilka genomförandeåtgärder som behöver vidtas, och vem som ansvarar för att vidta dem, beror på typen av lagstiftningsakt samt vad som föreskrivs i själva lagstiftningsakten. Europeiska kommissionen ansvarar för att vidta genomförandeåtgärder på europeisk nivå, medan medlemsstaterna ansvarar för att vidta genomförandeåtgärder på nationell nivå. En förordning är å ena sidan till alla delar bindande och direkt tillämplig i alla medlemsstater. Den kräver inga genomförandeåtgärder på nationell nivå för att kunna tillämpas. Ett direktiv kräver å andra sidan att medlemsstaterna genomför dess bestämmelser genom den nationella lagstiftningen.
Genom lagstiftningsakter kan parlamentet och rådet dels delegera befogenheter till kommissionen, dels ge kommissionen genomförandebefogenheter när enhetliga villkor för genomförandet av en lagstiftningsakt krävs. Utöver kommissionen ansvarar medlemsstaterna för att lagstiftningsakterna genomförs genom att vidta alla nödvändiga nationella lagstiftningsåtgärder.

## Övergångsklausuler och hänskjutning

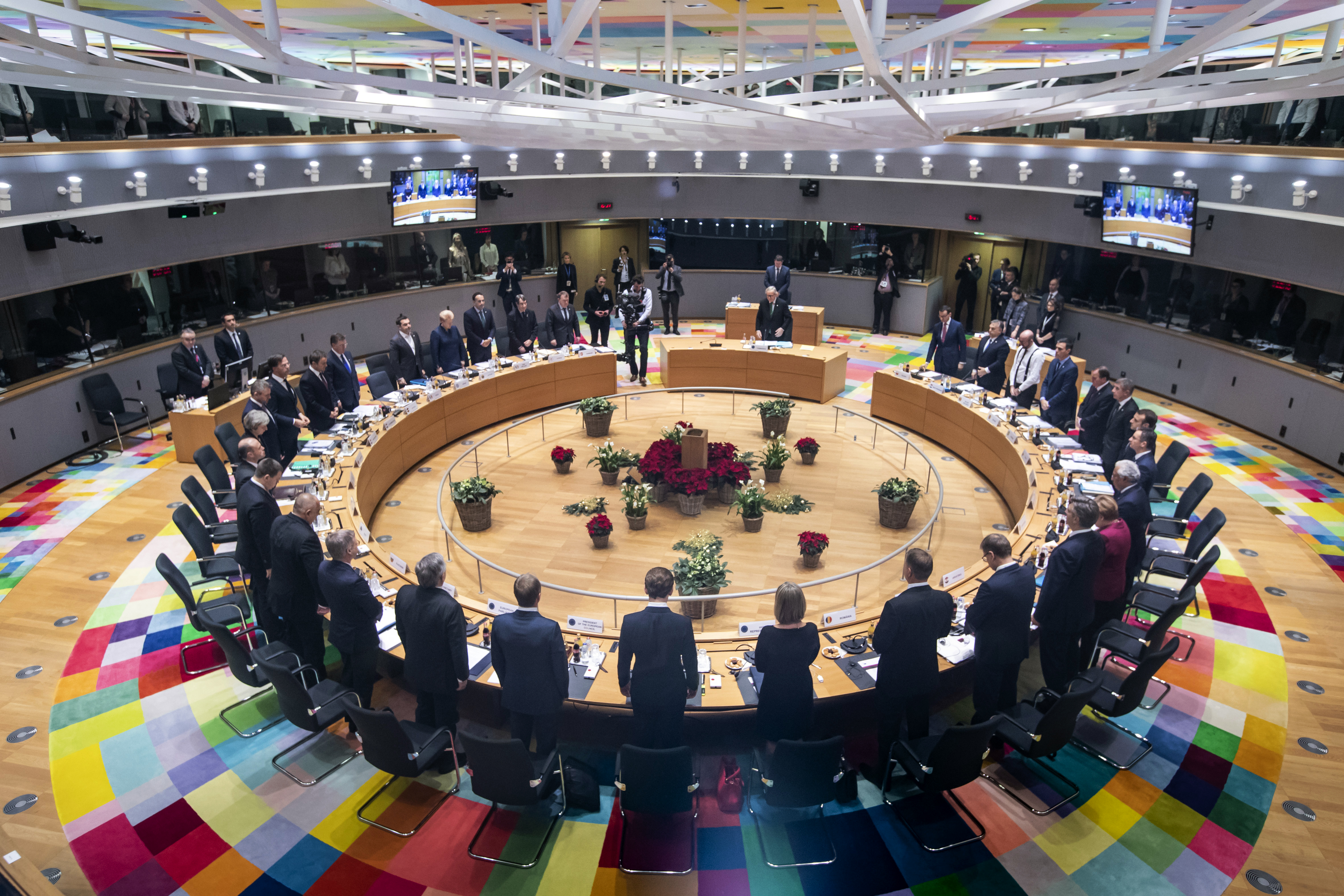
Europeiska rådet kan genom ett beslut ersätta ett särskilt lagstiftningsförfarande med det ordinarie lagstiftningsförfarandet.

Europeiska unionens råd kan hänskjuta en fråga av känslig karaktär till Europeiska rådet vid lagstiftning inom den sociala trygghetens område, straffrättsligt samarbete, inrättandet av en europeisk åklagarmyndighet, och polissamarbete. När ett lagstiftningsärende hänskjuts till Europeiska rådet avbryts lagstiftningsförfarandet och Europeiska rådet har normalt fyra månader på sig att lösa frågan. Europeiska rådet kan därefter välja att återsända förslaget så att Europeiska unionens råd kan återuppta lagstiftningsförfarandet.
Europeiska rådet kan också med enhällighet, efter godkännande av Europaparlamentet med absolut majoritet, ändra omröstningsförfarandet i Europeiska unionens råd från enhällighet till kvalificerad majoritet, utom för beslut om upptagande av nya medlemsstater och beslut med militära eller försvarsmässiga konsekvenser. På samma sätt kan Europeiska rådet ersätta ett särskilt lagstiftningsförfarande med rådet som ensam lagstiftare inom ett visst politikområde med det ordinarie lagstiftningsförfarandet. Dessa bestämmelser får dock inte tillämpas på artikel 7-förfaranden, systemet för egna medel, fleråriga budgetramen eller den allmänna rättsliga grunden i artikel 352 i fördraget om Europeiska unionens funktionssätt. Europeiska rådets beslut måste översändas till de nationella parlamenten, och kan inte träda i kraft om ett nationellt parlament invänder mot beslutet inom sex månader. Inom den fleråriga budgetramen kan dock Europeiska rådet besluta att rådet ska ersätta enhällighet med kvalificerad majoritet utan att varken behöva godkännande av parlamentet eller översända detta beslut till de nationella parlamenten.
Europeiska unionens råd kan med enhällighet också självt besluta att ersätta ett särskilt lagstiftningsförfarande med det ordinarie lagstiftningsförfarandet vid lagstiftning rörande det civilrättsliga samarbetet kring familjerätt, socialpolitik eller miljörätt. Ett sådant beslut antas på förslag av kommissionen och efter samråd med parlamentet. Beslutet kring det civilrättsliga samarbetet kring familjerätt måste översändas till de nationella parlamenten och kan inte träda i kraft om ett nationellt parlament invänder mot det. Även inom fördjupade samarbeten kan rådet med enhällighet ersätta enhällighet med kvalificerad majoritet, utom för beslut med militära eller försvarsmässiga konsekvenser, och, efter samråd med parlamentet, ersätta ett särskilt lagstiftningsförfarande med det ordinarie lagstiftningsförfarandet.

## Översikt av lagstiftningsförfaranden
|  |  |

|  |  |

|  |  |

|  |  |

|  |  |

|  |  |

|  |  |

|  |  |

|  |  |

|  |  |

|  | Rättslig grund | Lagstiftningsområde                                                     | Typ av rättsakt           | Avvikelser |
|  | -------------- | ----------------------------------------------------------------------- | ------------------------- | --- |
|  | FEUF-14        | Tjänster av allmänt ekonomiskt intresse                                 | Förordning                | |
|  | FEUF-15.3      | Allmänhetens tillgång till institutionernas handlingar                  | Förordning                | |
|  | FEUF-16.2      | Skydd av personuppgifter                                                |                           | |
|  | FEUF-18        | Förbud av diskriminering på grund av nationalitet                       |                           | |
|  | FEUF-19.1      | Icke-diskriminering (på vissa andra grunder än nationalitet)            |                           | |
|  | FEUF-19.2      | Stimulansåtgärder mot diskriminering på andra grunder än nationalitet   |                           | |
|  | FEUF-21.2      | Fri rörlighet för unionsmedborgare                                      |                           | |
|  | FEUF-21.3      | Åtgärder om social trygghet eller socialt skydd                         |                           | |
|  | FEUF-22.1      | Unionsmedborgares rösträtt och valbarhet vid kommunala val              |                           | |
|  | FEUF-22.2      | Unionsmedborgares rösträtt och valbarhet vid val till Europaparlamentet |                           | |
|  | FEUF-23        | Samordnings- och samarbetsåtgärder för skydd vid konsulat i tredjeland  | Direktiv                  | Rådet beslutar med kvalificerad majoritet                                                                                        |
|  | FEUF-24        | Europeiskt medborgarinitiativ                                           | Förordning                | |
|  | FEUF-25        | Unionsmedborgarskapet                                                   |                           | Godkännande av medlemsstaterna krävs                                                                                             |
|  | FEUF-33        | Tullsamarbete                                                           |                           | |
|  | FEUF-43.2      | Gemensamma jordbrukspolitiken                                           |                           | |
|  | FEUF-43.2      | Gemensamma fiskeripolitiken                                             |                           | |
|  | FEUF-46        | Fri rörlighet för arbetstagare                                          | Direktiv eller förordning | |
|  | FEUF-48        | Social trygghet för migrerande arbetstagare                             |                           | Hänskjutning till Europeiska rådet möjligt                                                                                       |
|  | FEUF-50.1      | Förverkliga etableringsfrihet på ett visst verksamhetsområde            | Direktiv                  | |
|  | FEUF-51        | Begränsa etableringsrätt för vissa verksamheter                         |                           | |
|  | FEUF-52.2      | Samordna nationella särregler för etableringsrätt                       | Direktiv                  | |
|  | FEUF-53.1      | Åtgärder för att förenkla för egenföretagare                            | Direktiv                  | |
|  | FEUF-56        | Inkludera tredjelandsmedborgare i tjänstelagstiftning                   |                           | |
|  | FEUF-59.1      | Liberalisering av en särskild tjänst                                    | Direktiv                  | |
|  | FEUF-64.2      | Förenkla kapitalrörelser till eller från tredjeland                     |                           | |
|  | FEUF-64.3      | Försvåra kapitalrörelser till eller från tredjeland                     |                           | |
|  | FEUF-75        | Administrativa åtgärder för förebyggande och bekämpning av terrorism    | Förordning                | |
|  | FEUF-77.2      | Gränskontrollsamarbete                                                  |                           | |
|  | FEUF-77.3      | Åtgärder om pass, identitetskort, uppehållstillstånd m.m.               |                           | |
|  | FEUF-78.2      | Gemensamma asylpolitiken                                                |                           | |
|  | FEUF-79.2      | Gemensamma invandringspolitiken                                         |                           | |
|  | FEUF-79.4      | Stödja medlemsstaternas integrationspolitik                             |                           | |
|  | FEUF-81.2      | Civilrättsligt samarbete                                                |                           | |
|  | FEUF-81.3      | Familjerätt som har gränsöverskridande följder                          |                           | Rådet kan besluta om övergångsklausul                                                                                            |
|  | FEUF-82.1*     | Straffrättsligt samarbete                                               |                           | |
|  | FEUF-82.2*     | Minimiregler för ömsesidigt erkännande av domar                         | Direktiv                  | Hänskjutning till Europeiska rådet möjligt. Förenklat förfarande för fördjupat samarbete                                         |
|  | FEUF-83.1*     | Minimiregler för brottsrekvisit för allvarliga brott                    | Direktiv                  | Hänskjutning till Europeiska rådet möjligt. Förenklat förfarande för fördjupat samarbete                                         |
|  | FEUF-83.2*     | Minimiregler för brottsrekvisit och påföljder                           | Direktiv                  | Hänskjutning till Europeiska rådet möjligt. Förenklat förfarande för fördjupat samarbete                                         |
|  | FEUF-83.2*     | Minimiregler för brottsrekvisit och påföljder                           | Direktiv                  | Hänskjutning till Europeiska rådet möjligt. Förenklat förfarande för fördjupat samarbete                                         |
|  | FEUF-84*       | Stödja nationella åtgärder för förebyggande av brott                    |                           | |
|  | FEUF-85.1*     | Eurojust                                                                | Förordning                | |
|  | FEUF-86.1*     | Inrättandet av Europeiska åklagarmyndigheten                            | Förordning                | Hänskjutning till Europeiska rådet möjligt. Förenklat förfarande för fördjupat samarbete                                         |
|  | FEUF-87.2*     | Polissamarbete                                                          |                           | |
|  | FEUF-87.3*     | Operativt samarbete mellan polismyndigheter                             |                           | Hänskjutning till Europeiska rådet möjligt. Förenklat förfarande för fördjupat samarbete                                         |
|  | FEUF-88.2*     | Europol                                                                 | Förordning                | |
|  | FEUF-89*       | Polismyndigheters möjlighet att agera i annan medlemsstat               |                           | |
|  | FEUF-91.1      | Gemensamma transportpolitiken                                           |                           | |
|  | FEUF-100.2     | Gemensamma transportpolitiken (sjöfart och luftfart)                    |                           | |
|  | FEUF-113       | Harmonisera omsättnings- och punktskatter m.m                           |                           | |
|  | FEUF-114       | Tillnärmning av lagar om inre marknaden                                 |                           | |
|  | FEUF-115       | Harmonisera nationella lagar om inre marknaden                          |                           | |
|  | FEUF-116       | Åtgärder mot snedvridande konkurrensvillkor                             | Direktiv                  | |
|  | FEUF-118       | Enhetligt skydd av immateriella rättigheter                             |                           | |
|  | FEUF-118       | Språk vid skydd av immateriella rättigheter                             | Förordning                | |
|  | FEUF-121.6     | Multilaterala övervakningsförfaranden                                   | Förordning                | |
|  | FEUF-126.14    | Ersätta protokoll 12 fogat till grundfördragen                          |                           | |
|  | FEUF-127.6     | Tilldela Europeiska centralbanken tillsynsuppgifter                     |                           | |
|  | FEUF-129.3     | Ändra protokoll 4 fogat till grundfördragen                             |                           | ECB kan lägga fram lagförslag |
|  | FEUF-133       | Åtgärder för användningen av euron                                      |                           | |
|  | FEUF-153.2     | Viss socialpolitik                                                      |                           | |
|  | FEUF-153.2     | Viss socialpolitik                                                      |                           | Rådet kan besluta om övergångsklausul                                                                                            |
|  | FEUF-157.3     | Lika möjligheter och lika behandling för könen                          |                           | |
|  | FEUF-164       | Bestämmelser för Europeiska socialfonden                                | Förordning                | |
|  | FEUF-165.4     | Utbildning, ungdomar och idrott                                         |                           | |
|  | FEUF-166.4     | Yrkesutbildningar                                                       |                           | |
|  | FEUF-167.5     | Kultur                                                                  |                           | |
|  | FEUF-168.4     | Gemensamma angelägenheter i fråga om säkerhet när det gäller folkhälsa  |                           | |
|  | FEUF-168.5     | Skydd för och förbättring av människors hälsa                           |                           | |
|  | FEUF-169.3     | Konsumentskyddspolitik som stöder medlemsstaternas politik              |                           | |
|  | FEUF-172       | Transeuropeiska nät                                                     |                           | |
|  | FEUF-173.3     | Industri                                                                |                           | |
|  | FEUF-175       | Ekonomisk, social och territoriell sammanhållning                       |                           | |
|  | FEUF-177       | Strukturfonderna och sammanhållningsfonden                              | Förordning                | |
|  | FEUF-178       | Europeiska regionala utvecklingsfonden                                  | Förordning                | |
|  | FEUF-182.1     | Flerårigt ramprogram om forskningspolitik                               |                           | |
|  | FEUF-182.4     | Särskilda program för forskning och teknisk utveckling samt rymden      |                           | Rådet beslutar med kvalificerad majoritet                                                                                        |
|  | FEUF-182.5     | Europeiska forskningsområdet                                            |                           | |
|  | FEUF-188       | Tilläggsprogram inom forskningspolitiken                                |                           | |
|  | FEUF-189.2     | Europeiskt rymdprogram                                                  |                           | |
|  | FEUF-192.1     | Miljö                                                                   |                           | |
|  | FEUF-192.2     | Miljöpolitik av skattekaraktär m.m.                                     |                           | Rådet kan besluta om övergångsklausul                                                                                            |
|  | FEUF-192.3     | Allmänna miljöhandlingsprogrammet                                       |                           | |
|  | FEUF-194.2     | Energipolitik                                                           |                           | |
|  | FEUF-194.3     | Energipolitik av skattekaraktär                                         |                           | |
|  | FEUF-195.2     | Turism                                                                  |                           | |
|  | FEUF-196.2     | Civilskydd                                                              |                           | |
|  | FEUF-203       | Associerade territorier                                                 |                           | |
|  | FEUF-207.2     | Gemensamma handelspolitiken                                             | Förordning                | |
|  | FEUF-209       | Utvecklingssamarbete                                                    |                           | |
|  | FEUF-212       | Samarbete med tredjeländer                                              |                           | |
|  | FEUF-214.3     | Ramen för humanitärt bistånd                                            |                           | |
|  | FEUF-214.5     | Europeiska solidaritetskåren                                            | Förordning                | |
|  | FEUF-223.1     | Val till Europaparlamentet                                              |                           | Lagförslag kan läggas fram endast av Europaparlamentet, som beslutar med absolut majoritet. Godkännande av medlemsstaterna krävs |
|  | FEUF-223.2     | Europaparlamentarikers ämbetsutövning                                   | Förordning                | |
|  | FEUF-223.2     | Beskattning av Europaparlamentariker                                    | Förordning                | Rådet beslutar med enhällighet                                                                                                   |
|  | FEUF-224       | Europeiska politiska partier                                            | Förordning                | |
|  | FEUF-226       | Undersökningsrätten                                                     | Förordning                | Efter godkännande av kommissionen                                                                                                |
|  | FEUF-228.4     | Europeiska ombudsmannens ämbetsutövning                                 | Förordning                | |
|  | FEUF-257       | Specialdomstolar                                                        | Förordning                | EU-domstolen kan lägga fram lagförslag                                                                                           |
|  | FEUF-262       | Domstolens behörighet gällande immaterialrätt                           |                           | Godkännande av medlemsstaterna krävs                                                                                             |
|  | FEUF-281       | Ändra protokoll 3 fogat till grundfördragen                             |                           | EU-domstolen kan lägga fram lagförslag                                                                                           |
|  | FEUF-291.3     | Kommissionens genomförandebefogenheter                                  | Förordning                | |
|  | FEUF-298.2     | Europeisk administration                                                | Förordning                | |
|  | FEUF-308       | Ändra protokoll 5 fogat till grundfördragen                             | Förordning                | EIB kan lägga fram lagförslag |
|  | FEUF-311       | Systemet för unionens egna medel                                        | Beslut                    | Godkännande av medlemsstaterna krävs. Övergångsklausul ej tillämplig                                                             |
|  | FEUF-311       | Genomförandebestämmelser för systemet med unionens egna medel           | Förordning                | Rådet beslutar med kvalificerad majoritet. Övergångsklausul ej tillämplig                                                        |
|  | FEUF-312.2     | Fleråriga budgetramen                                                   | Förordning                | Europaparlamentet beslutar med absolut majoritet. Särskild övergångsklausul                                                      |
|  | FEUF-314       | Unionens årliga budget                                                  |                           | |
|  | FEUF-322       | Gemensamma finansiella bestämmelser                                     | Förordning                | |
|  | FEUF-325.4     | Åtgärder mot bedrägerier riktade mot unionens ekonomiska intressen      |                           | |
|  | FEUF-336       | Tjänsteföreskrifter för unionens tjänstemän                             | Förordning                | |
|  | FEUF-338.1     | Statistik som behövs för unionens verksamhet                            |                           | |
|  | FEUF-349       | Yttersta randområden                                                    |                           | |
|  | FEUF-352.1     | Allmän rättslig grund för att uppnå fördragens mål                      |                           | Övergångsklausul ej tillämplig                                                                                                   |
|  | PRO3-13        | Biträdande referenter                                                   |                           | Endast EU-domstolen kan lägga fram lagförslag                                                                                    |
|  | PRO7-12        | Skatt för tjänstemän och övriga anställda                               | Förordning                | |
|  | PRO7-14        | Sociala förmåner för tjänstemän och övriga anställda                    | Förordning                | |
|  | PRO7-15        | Tillämplighet av förmåner för tjänstemän och övriga anställda           | Förordning                | |
|  | PRO37-2        | Genomförande av protokoll 37                                            |                           | Rådet beslutar med kvalificerad majoritet                                                                                        |